# Lonely this Christmas
Lonely this Christmas is een single van de Britse band Mud uit 1974. Het is niet afkomstig van een bepaald studioalbum.

## Geschiedenis
De plaat werd een grote hit op de Britse eilanden en het Nederlandse taalgebied. In thuisland het Verenigd Koninkrijk bereikte de plaat de nummer 1-positie in de UK Singles Chart.
In Nederland werd de plaat veel gedraaid op Hilversum 3 en werd een enorme hit. De plaat bereikte in zowel de destijds door de TROS op Hilversum 3 uitgezonden Nederlandse Top 40 als de door de NOS uitgezonden Nationale Hitparade op dezelfde zender, de nummer 1-positie.
Lonely this Christmas was volgens de Nationale Hitparade de vierde single van Mud die in 1974 de nummer 1-positie haalde; een tussenliggende single Rocket kwam tot de derde plaats. Les Gray zong het nummer zodanig in de stijl van Elvis Presley, dat het nummer soms onterecht aan hem wordt toegeschreven. De ongelukkige B-kant (deze worden bij kerstplaatjes zelden gehoord) was I can't stand it. Aan het eind is nog een fragment van Jingle Bells te horen.
Qua kersthit was het dé opvolger van Slades Merry Xmas everybody uit 1973; in 1975 was er geen echte kersthit in Nederland; Kamahl deed een poging met White Christmas en ook The Cats met Silent night, maar Nederland was in de ban van Pussycats Mississippi en Queens Bohemian Rhapsody.
In België bereikte de single de nummer 1-positie in de Vlaamse Radio 2 Top 30.

## Hitnoteringen

### Nederlandse Top 40
| Hitnotering: 30-11-1974 t/m 01-02-1975 | Hitnotering: 30-11-1974 t/m 01-02-1975 | Hitnotering: 30-11-1974 t/m 01-02-1975 | Hitnotering: 30-11-1974 t/m 01-02-1975 | Hitnotering: 30-11-1974 t/m 01-02-1975 | Hitnotering: 30-11-1974 t/m 01-02-1975 | Hitnotering: 30-11-1974 t/m 01-02-1975 | Hitnotering: 30-11-1974 t/m 01-02-1975 | Hitnotering: 30-11-1974 t/m 01-02-1975 | Hitnotering: 30-11-1974 t/m 01-02-1975 | Hitnotering: 30-11-1974 t/m 01-02-1975 |
| Week:                                  | 1                                      | 2                                      | 3                                      | 4                                      | 5                                      | 6                                      | 7                                      | 8                                      | 9                                      |                                        |
| -------------------------------------- | -------------------------------------- | -------------------------------------- | -------------------------------------- | -------------------------------------- | -------------------------------------- | -------------------------------------- | -------------------------------------- | -------------------------------------- | -------------------------------------- | -------------------------------------- |
| Positie:                               | 21                                     | 13                                     | 5                                      | 1                                      | 1                                      | 2                                      | 8                                      | 22                                     | 40                                     | uit                                    |

### Nationale Hitparade / B2B Single Top 100
| Hitnotering (week 1 t/m 8): 30-11-1974 t/m 25-01-1975 Hitnotering (week 9): 28-12-2019 Hitnotering (week 10 t/m 12): 19-12-2020 t/m 02-01-2021 Hitnotering (week 13 t/m 14): 25-12-2021 t/m 01-01-2022 Hitnotering (week 15 t/m 17): 17-12-2022 t/m 31-12-2022 | Hitnotering (week 1 t/m 8): 30-11-1974 t/m 25-01-1975 Hitnotering (week 9): 28-12-2019 Hitnotering (week 10 t/m 12): 19-12-2020 t/m 02-01-2021 Hitnotering (week 13 t/m 14): 25-12-2021 t/m 01-01-2022 Hitnotering (week 15 t/m 17): 17-12-2022 t/m 31-12-2022 | Hitnotering (week 1 t/m 8): 30-11-1974 t/m 25-01-1975 Hitnotering (week 9): 28-12-2019 Hitnotering (week 10 t/m 12): 19-12-2020 t/m 02-01-2021 Hitnotering (week 13 t/m 14): 25-12-2021 t/m 01-01-2022 Hitnotering (week 15 t/m 17): 17-12-2022 t/m 31-12-2022 | Hitnotering (week 1 t/m 8): 30-11-1974 t/m 25-01-1975 Hitnotering (week 9): 28-12-2019 Hitnotering (week 10 t/m 12): 19-12-2020 t/m 02-01-2021 Hitnotering (week 13 t/m 14): 25-12-2021 t/m 01-01-2022 Hitnotering (week 15 t/m 17): 17-12-2022 t/m 31-12-2022 | Hitnotering (week 1 t/m 8): 30-11-1974 t/m 25-01-1975 Hitnotering (week 9): 28-12-2019 Hitnotering (week 10 t/m 12): 19-12-2020 t/m 02-01-2021 Hitnotering (week 13 t/m 14): 25-12-2021 t/m 01-01-2022 Hitnotering (week 15 t/m 17): 17-12-2022 t/m 31-12-2022 | Hitnotering (week 1 t/m 8): 30-11-1974 t/m 25-01-1975 Hitnotering (week 9): 28-12-2019 Hitnotering (week 10 t/m 12): 19-12-2020 t/m 02-01-2021 Hitnotering (week 13 t/m 14): 25-12-2021 t/m 01-01-2022 Hitnotering (week 15 t/m 17): 17-12-2022 t/m 31-12-2022 | Hitnotering (week 1 t/m 8): 30-11-1974 t/m 25-01-1975 Hitnotering (week 9): 28-12-2019 Hitnotering (week 10 t/m 12): 19-12-2020 t/m 02-01-2021 Hitnotering (week 13 t/m 14): 25-12-2021 t/m 01-01-2022 Hitnotering (week 15 t/m 17): 17-12-2022 t/m 31-12-2022 | Hitnotering (week 1 t/m 8): 30-11-1974 t/m 25-01-1975 Hitnotering (week 9): 28-12-2019 Hitnotering (week 10 t/m 12): 19-12-2020 t/m 02-01-2021 Hitnotering (week 13 t/m 14): 25-12-2021 t/m 01-01-2022 Hitnotering (week 15 t/m 17): 17-12-2022 t/m 31-12-2022 | Hitnotering (week 1 t/m 8): 30-11-1974 t/m 25-01-1975 Hitnotering (week 9): 28-12-2019 Hitnotering (week 10 t/m 12): 19-12-2020 t/m 02-01-2021 Hitnotering (week 13 t/m 14): 25-12-2021 t/m 01-01-2022 Hitnotering (week 15 t/m 17): 17-12-2022 t/m 31-12-2022 | Hitnotering (week 1 t/m 8): 30-11-1974 t/m 25-01-1975 Hitnotering (week 9): 28-12-2019 Hitnotering (week 10 t/m 12): 19-12-2020 t/m 02-01-2021 Hitnotering (week 13 t/m 14): 25-12-2021 t/m 01-01-2022 Hitnotering (week 15 t/m 17): 17-12-2022 t/m 31-12-2022 | Hitnotering (week 1 t/m 8): 30-11-1974 t/m 25-01-1975 Hitnotering (week 9): 28-12-2019 Hitnotering (week 10 t/m 12): 19-12-2020 t/m 02-01-2021 Hitnotering (week 13 t/m 14): 25-12-2021 t/m 01-01-2022 Hitnotering (week 15 t/m 17): 17-12-2022 t/m 31-12-2022 | Hitnotering (week 1 t/m 8): 30-11-1974 t/m 25-01-1975 Hitnotering (week 9): 28-12-2019 Hitnotering (week 10 t/m 12): 19-12-2020 t/m 02-01-2021 Hitnotering (week 13 t/m 14): 25-12-2021 t/m 01-01-2022 Hitnotering (week 15 t/m 17): 17-12-2022 t/m 31-12-2022 | Hitnotering (week 1 t/m 8): 30-11-1974 t/m 25-01-1975 Hitnotering (week 9): 28-12-2019 Hitnotering (week 10 t/m 12): 19-12-2020 t/m 02-01-2021 Hitnotering (week 13 t/m 14): 25-12-2021 t/m 01-01-2022 Hitnotering (week 15 t/m 17): 17-12-2022 t/m 31-12-2022 | Hitnotering (week 1 t/m 8): 30-11-1974 t/m 25-01-1975 Hitnotering (week 9): 28-12-2019 Hitnotering (week 10 t/m 12): 19-12-2020 t/m 02-01-2021 Hitnotering (week 13 t/m 14): 25-12-2021 t/m 01-01-2022 Hitnotering (week 15 t/m 17): 17-12-2022 t/m 31-12-2022 | Hitnotering (week 1 t/m 8): 30-11-1974 t/m 25-01-1975 Hitnotering (week 9): 28-12-2019 Hitnotering (week 10 t/m 12): 19-12-2020 t/m 02-01-2021 Hitnotering (week 13 t/m 14): 25-12-2021 t/m 01-01-2022 Hitnotering (week 15 t/m 17): 17-12-2022 t/m 31-12-2022 | Hitnotering (week 1 t/m 8): 30-11-1974 t/m 25-01-1975 Hitnotering (week 9): 28-12-2019 Hitnotering (week 10 t/m 12): 19-12-2020 t/m 02-01-2021 Hitnotering (week 13 t/m 14): 25-12-2021 t/m 01-01-2022 Hitnotering (week 15 t/m 17): 17-12-2022 t/m 31-12-2022 | Hitnotering (week 1 t/m 8): 30-11-1974 t/m 25-01-1975 Hitnotering (week 9): 28-12-2019 Hitnotering (week 10 t/m 12): 19-12-2020 t/m 02-01-2021 Hitnotering (week 13 t/m 14): 25-12-2021 t/m 01-01-2022 Hitnotering (week 15 t/m 17): 17-12-2022 t/m 31-12-2022 | Hitnotering (week 1 t/m 8): 30-11-1974 t/m 25-01-1975 Hitnotering (week 9): 28-12-2019 Hitnotering (week 10 t/m 12): 19-12-2020 t/m 02-01-2021 Hitnotering (week 13 t/m 14): 25-12-2021 t/m 01-01-2022 Hitnotering (week 15 t/m 17): 17-12-2022 t/m 31-12-2022 | Hitnotering (week 1 t/m 8): 30-11-1974 t/m 25-01-1975 Hitnotering (week 9): 28-12-2019 Hitnotering (week 10 t/m 12): 19-12-2020 t/m 02-01-2021 Hitnotering (week 13 t/m 14): 25-12-2021 t/m 01-01-2022 Hitnotering (week 15 t/m 17): 17-12-2022 t/m 31-12-2022 | Hitnotering (week 1 t/m 8): 30-11-1974 t/m 25-01-1975 Hitnotering (week 9): 28-12-2019 Hitnotering (week 10 t/m 12): 19-12-2020 t/m 02-01-2021 Hitnotering (week 13 t/m 14): 25-12-2021 t/m 01-01-2022 Hitnotering (week 15 t/m 17): 17-12-2022 t/m 31-12-2022 | Hitnotering (week 1 t/m 8): 30-11-1974 t/m 25-01-1975 Hitnotering (week 9): 28-12-2019 Hitnotering (week 10 t/m 12): 19-12-2020 t/m 02-01-2021 Hitnotering (week 13 t/m 14): 25-12-2021 t/m 01-01-2022 Hitnotering (week 15 t/m 17): 17-12-2022 t/m 31-12-2022 | Hitnotering (week 1 t/m 8): 30-11-1974 t/m 25-01-1975 Hitnotering (week 9): 28-12-2019 Hitnotering (week 10 t/m 12): 19-12-2020 t/m 02-01-2021 Hitnotering (week 13 t/m 14): 25-12-2021 t/m 01-01-2022 Hitnotering (week 15 t/m 17): 17-12-2022 t/m 31-12-2022 | Hitnotering (week 1 t/m 8): 30-11-1974 t/m 25-01-1975 Hitnotering (week 9): 28-12-2019 Hitnotering (week 10 t/m 12): 19-12-2020 t/m 02-01-2021 Hitnotering (week 13 t/m 14): 25-12-2021 t/m 01-01-2022 Hitnotering (week 15 t/m 17): 17-12-2022 t/m 31-12-2022 |
| Week: | 1 | 2 | 3 | 4 | 5 | 6 | 7 | 8 | | 9 | | 10 | 11 | 12 | | 13 | 14 | | 15 | 16 | 17 | |
| --- | --- | --- | --- | --- | --- | --- | --- | --- | --- | --- | --- | --- | --- | --- | --- | --- | --- | --- | --- | --- | --- | --- |
| Positie: | 18 | 10 | 3 | 1 | 1 | 3 | 12 | 29 | uit | 55 | uit | 82 | 75 | 38 | uit | 86 | 53 | uit | 80 | 65 | 35 | uit |

### Vlaamse Ultratop 50
| Hitnotering: 30-11-1974 t/m 15-02-1975 | Hitnotering: 30-11-1974 t/m 15-02-1975 | Hitnotering: 30-11-1974 t/m 15-02-1975 | Hitnotering: 30-11-1974 t/m 15-02-1975 | Hitnotering: 30-11-1974 t/m 15-02-1975 | Hitnotering: 30-11-1974 t/m 15-02-1975 | Hitnotering: 30-11-1974 t/m 15-02-1975 | Hitnotering: 30-11-1974 t/m 15-02-1975 | Hitnotering: 30-11-1974 t/m 15-02-1975 | Hitnotering: 30-11-1974 t/m 15-02-1975 | Hitnotering: 30-11-1974 t/m 15-02-1975 | Hitnotering: 30-11-1974 t/m 15-02-1975 | Hitnotering: 30-11-1974 t/m 15-02-1975 | Hitnotering: 30-11-1974 t/m 15-02-1975 |
| Week:                                  | 1                                      | 2                                      | 3                                      | 4                                      | 5                                      | 6                                      | 7                                      | 8                                      | 9                                      | 10                                     | 11                                     | 12                                     |                                        |
| -------------------------------------- | -------------------------------------- | -------------------------------------- | -------------------------------------- | -------------------------------------- | -------------------------------------- | -------------------------------------- | -------------------------------------- | -------------------------------------- | -------------------------------------- | -------------------------------------- | -------------------------------------- | -------------------------------------- | -------------------------------------- |
| Positie:                               | 20                                     | 11                                     | 5                                      | 2                                      | 1                                      | 1                                      | 1                                      | 1                                      | 4                                      | 10                                     | 20                                     | 29                                     | uit                                    |

### Vlaamse Radio 2 Top 30
| Hitnotering: 30-11-1974 t/m 08-02-1975 | Hitnotering: 30-11-1974 t/m 08-02-1975 | Hitnotering: 30-11-1974 t/m 08-02-1975 | Hitnotering: 30-11-1974 t/m 08-02-1975 | Hitnotering: 30-11-1974 t/m 08-02-1975 | Hitnotering: 30-11-1974 t/m 08-02-1975 | Hitnotering: 30-11-1974 t/m 08-02-1975 | Hitnotering: 30-11-1974 t/m 08-02-1975 | Hitnotering: 30-11-1974 t/m 08-02-1975 | Hitnotering: 30-11-1974 t/m 08-02-1975 | Hitnotering: 30-11-1974 t/m 08-02-1975 | Hitnotering: 30-11-1974 t/m 08-02-1975 | Hitnotering: 30-11-1974 t/m 08-02-1975 |
| Week:                                  | 1                                      | 2                                      | 3                                      | 4                                      | 5                                      | 6                                      | 7                                      | 8                                      | 9                                      | 10                                     | 11                                     |                                        |
| -------------------------------------- | -------------------------------------- | -------------------------------------- | -------------------------------------- | -------------------------------------- | -------------------------------------- | -------------------------------------- | -------------------------------------- | -------------------------------------- | -------------------------------------- | -------------------------------------- | -------------------------------------- | -------------------------------------- |
| Positie:                               | 15                                     | 18                                     | 7                                      | 3                                      | 1                                      | 1                                      | 1                                      | 1                                      | 4                                      | 11                                     | 16                                     | uit                                    |

### NPO Radio 2 Top 2000
| Nummer met noteringen in de NPO Radio 2 Top 2000 | '03  | '04  | '05  | '06  | '07  | '08  | '09  | '10  |
| ------------------------------------------------ | ---- | ---- | ---- | ---- | ---- | ---- | ---- | ---- |
| Lonely this Christmas                            | 1371 | 1128 | 1303 | 1153 | 1449 | 1360 | 1633 | 1666 |

1. ↑  Een vetgedrukt getal geeft de hoogste notering aan.
2. ↑  2003 was het eerste jaar met een notering voor dit nummer.
3. ↑  Deze tabel is bijgewerkt tot en met de laatste editie (2024).